# Sterculia dawei
Sterculia dawei är en malvaväxtart som beskrevs av Thomas Archibald Sprague. Sterculia dawei ingår i släktet Sterculia och familjen malvaväxter. Inga underarter finns listade i Catalogue of Life.